# Бараново (Мронґовський повіт)
Бараново (пол. Baranowo, нім. Barranowen) — село в Польщі, у гміні Міколайки Мронґовського повіту Вармінсько-Мазурського воєводства.
Населення — 627 осіб (2011).

## Демографія
Демографічна структура станом на 31 березня 2011 року:
|          | Загалом | Допрацездатний вік | Працездатний вік | Постпрацездатний вік |
| -------- | ------- | ------------------ | ---------------- | -------------------- |
| Чоловіки | 303     | 55                 | 225              | 23                   |
| Жінки    | 324     | 66                 | 195              | 63                   |
| Разом    | 627     | 121                | 420              | 86                   |